# ماي جيبس
ماي جيبس (بالإنجليزية: May Gibbs)‏ هي رسامة توضيحية وكاتبة للأطفال وكاتِبة أسترالية، ولدت في 17 يناير 1877 في كنت في المملكة المتحدة، وتوفيت في 27 نوفمبر 1969 في سيدني في أستراليا.

## روابط خارجية
- ماي جيبس على موقع ميوزك برينز (الإنجليزية)